# Jan Karlsruher
Jan Peter Karlsruher Strohbach ist Hals-Nasen-Ohren-Arzt und Honorarkonsul der Bundesrepublik Deutschland in Valparaíso, Chile und seit 2019 Träger des Bundesverdienstkreuzes.

## Leben
Der Vater Herbert Karlsruher war Honorarkonsul in Valparaíso von 1985 bis 1998.
Karlsruher besuchte die Deutsche Schule in Valparaíso und studierte Medizin an der Medizinischen Fakultät in Valparaíso. Seine Facharztausbildung in Hals-Nasen-Ohren Heilkunde folgte im Hospital Carlos Van Buren in Valparaíso. Im Jahr 1997 wurde er im Marine-Krankenhaus in Viña del Mar eingestellt, in den ersten Jahren als leitender Oberarzt und von 2002 bis 2016 als Chefarzt der Hals-Nasen-Ohren Klinik. Von 2001 bis 2005 leitete er als 1. Vorsitzender die wissenschaftliche Gesellschaft für Hals-Nasen-Ohren Heilkunde in der Region Valparaíso, und 2013 wurde er zum Präsidenten des 70. chilenischen Hals-, Nasen-, Ohren-, Kopf- und Hals-Chirurgie-Kongresses ernannt. Er ist aktives Mitglied in folgenden deutsch-chilenischen Institutionen in Valparaíso: Deutscher Ausflugsverein, Deutscher Verein zu Valparaíso, Deutscher Wohltätigkeitsverein, Deutscher Schulverein, in der Deutschen Feuerwehr, Goethe-Zentrum und im Deutschen Turn und Sportverein. Im Jahr 1996 trat er in den Vorstand des Deutschen Vereins ein. Seitdem ist er ununterbrochen aktives Vorstandsmitglied und von 2003 bis 2014 bekleidete er das Amt des Vorstandsvorsitzenden. 2015 wurde er zum Ehrenpräsident ernannt. Seit 2016 ist er auch Vorstandsmitglied des Deutschen Schulverbandes Valparaiso. Er ist Dozent an der Medizinischen Fakultät der Universität Andrés Bello, Mitglied in der Chilenischen Gesellschaft für Hals-Nasen-Ohren Heilkunde, Kopf und Hals-Chirurgie und seit 2022 Präsident des Vorstandes der Chilenischen Gesellschaft für Hals-Nasen-Ohren Heilkunde, Kopf und Hals Chirurgie.
Seit dem 20. März 2013 ist er Honorarkonsul in Viña del Mar. Von 2015 bis 2016 hatte er den Vorsitz des Konsularischen Korps von Valparaiso inne.

## Auszeichnungen
Karlsruher wurde im August 2019 vom Deutsch-Chilenischen Bund mit der "Medalla Carlos Anwandter" ausgezeichnet.
Karlsruher wurde 2019 in der Residenz des deutschen Botschafters in Santiago de Chile mit dem Bundesverdienstkreuz ausgezeichnet. Die Verleihung erfolgte durch den Botschafter Christian Hellbach, welcher in seiner Ansprache die Verdienste Karlsruhers für die deutsch-chilenische Gemeinschaft sowie für die bilateralen kulturellen, wirtschaftlichen und politischen Beziehungen in seiner Eigenschaft als Honorarkonsul hervorhob.